# ياكوب كرال
ياكوب كرال (27 يوليو 1857 في فولوسكا؛ 27 أبريل 1905 في فيينا) كان عالم مصريات نمساوي.
تخصص كرال في البرديات الديموطيقية والقبطية واليونانية. كان عضوا في أكاديمية العلوم في فيينا. لا يزال اسمه مرتبطًا بأربطة مومياء أغرام (زغرب)، والتي كان مكتوبا عليها أول نص معروف باللغة الإتروية. كان متزوجا من إيما بودينجر "Emma Büdinger"، ابنة المؤرخ ماكس بودينجر "Max Büdinger". وهو مدفون في مقبرة فيينا المركزية.
في عام 1962 تم تسمية شارع "Krallgasse" في مقاطعة دوناوشتات بفيينا (22. Bezirk) على اسمه.